# Stenus bohemicus
Stenus bohemicus – gatunek chrząszcza z rodziny kusakowatych i podrodziny myśliczków (Steninae).
Gatunek ten został opisany w 1947 roku przez Vaclava Machulkę.
Chrząszcz o ciele długości od 4 do 5,3 mm, porośniętym srebrzystoszarym owłosieniem. Przedplecze jest dłuższe niż szerokie. Słabo wypukłe, jednobarwne pokrywy są szersze od głowy. Obrys odwłoka ma prawie równoległe boki. Na piątym i szóstym tergicie odwłoka odległości między punktami są trochę większe niż ich średnice. Odnóża są ubarwione czarno, tylko wyjątkowo mają brunatne uda. Stopy mają silnie, sercowato wcięty czwarty człon. W aparacie kopulacyjnym samca paramery są wyraźnie dłuższe niż prącie.
Owad palearktyczny, znany z południowej Szwecji, Dani, północnych Niemiec, Czech, Polski, gdzie odnotowany został na nielicznych stanowiskach, Mongolii, Chin, Korei i Japonii. Zasiedla pobrzeża wód i wilgotne łąki, gdzie przebywa wśród gnijących szczątków roślinnych.